# Dorfkirche Arnsdorf (Landkreis Bautzen)

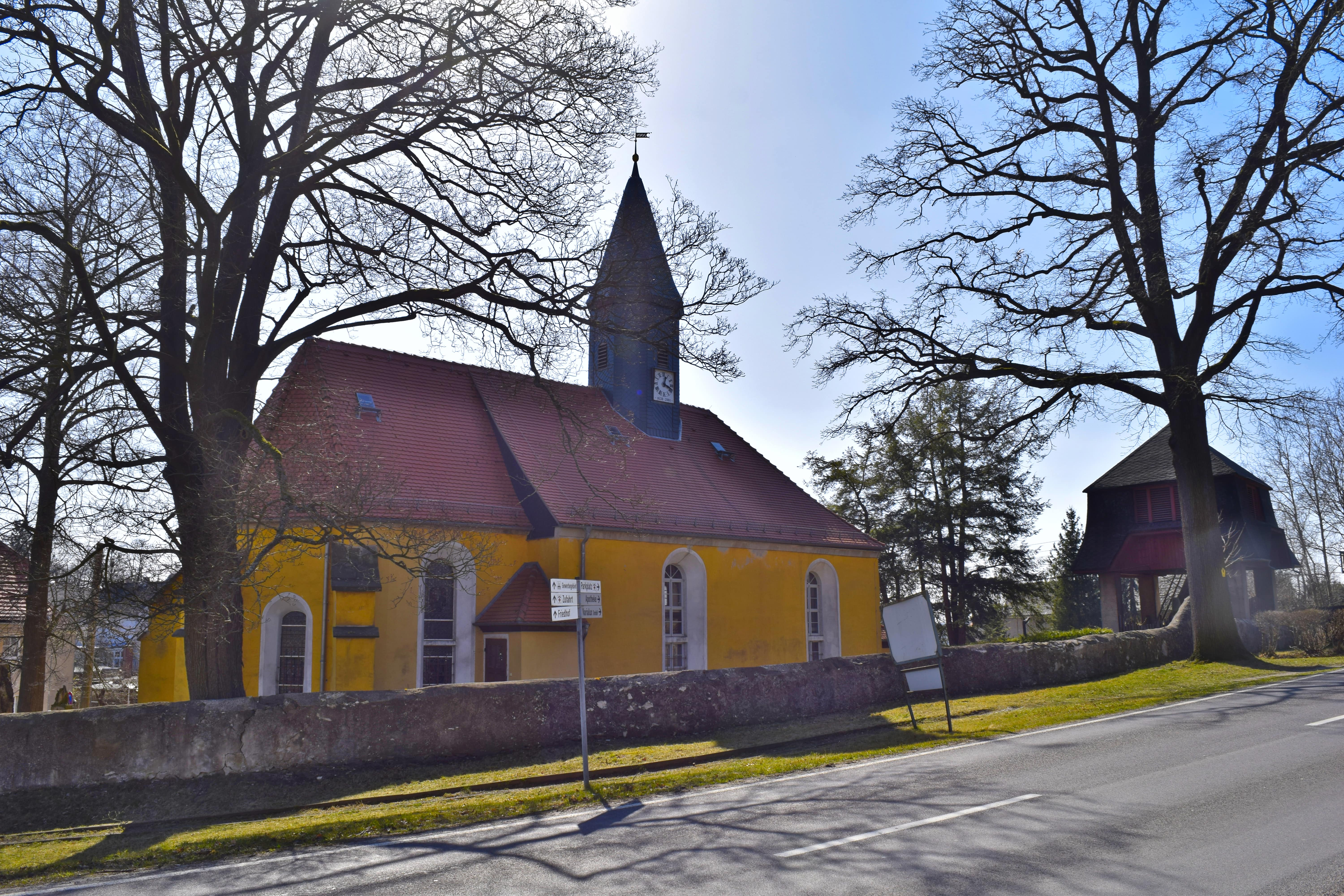
Dorfkirche Arnsdorf mit separatem Glockenturm

Die Dorfkirche Arnsdorf ist eine evangelisch-lutherische Kirche und befindet sich direkt an der Staatsstraße 159 in der Gemeinde Arnsdorf im Landkreis Bautzen. Sie ist eine von vier Kirchen der Ev.-Luth. Kirchgemeinde Arnsdorf-Fischbach-Wallroda, die zum Kirchenbezirk Bautzen-Kamenz der Evangelisch-Lutherischen Landeskirche Sachsens gehört.

## Geschichte und Architektur

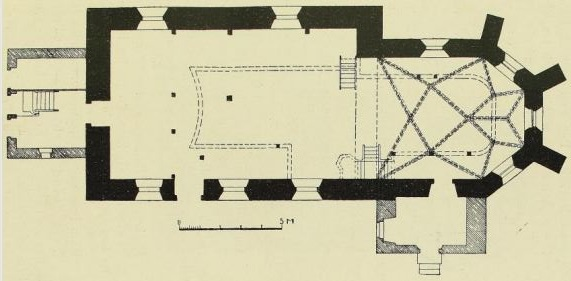
Grundriss der Kirche um 1904

Zu den Ursprüngen der Arnsdorfer Kirche ist nichts Genaues bekannt. Die erste Erwähnung findet die Kirche in den Matrikeln des Bistums Meißen aus dem Jahr 1346. Am 23. November 1631 brannte die damals mit Stroh gedeckte Kirche in Folge eines Dorfbrandes nieder. Lediglich die Ringmauer und das Kreuzrippengewölbe mit dem Triumphbogen blieben erhalten. Wegen der Nachwirkungen des Dreißigjährigen Krieges und der Pest in den Jahren 1632–1635 erfolgte der Wiederaufbau erst sechs Jahre später. Am 1. November 1638 wurde die wieder aufgebaute Kirche eingeweiht. Durch mehrere Renovierungen und Verschönerungen in den folgenden Jahrhunderten erhielt die Kirche ihr heutiges Aussehen. Der Chor mit dem Gewölbe ist auf der Außenseite von drei Strebepfeilern umgeben. Rechts vom Chor befindet sich ein Anbau mit der Sakristei. Das Kirchenschiff ist breiter und von jüngerer Bauart. Auf dem Dach befindet sich ein Turm mit achtseitiger Form, der vor dem Umzug der Glocken in den separaten Glockenturm mit einem Pfeiler im Schiff abgestützt wurde. Die alten Wetterfahne trug die Jahreszahl 1875, die aktuelle die Jahreszahl 2001.

## Ausstattung

### Altar

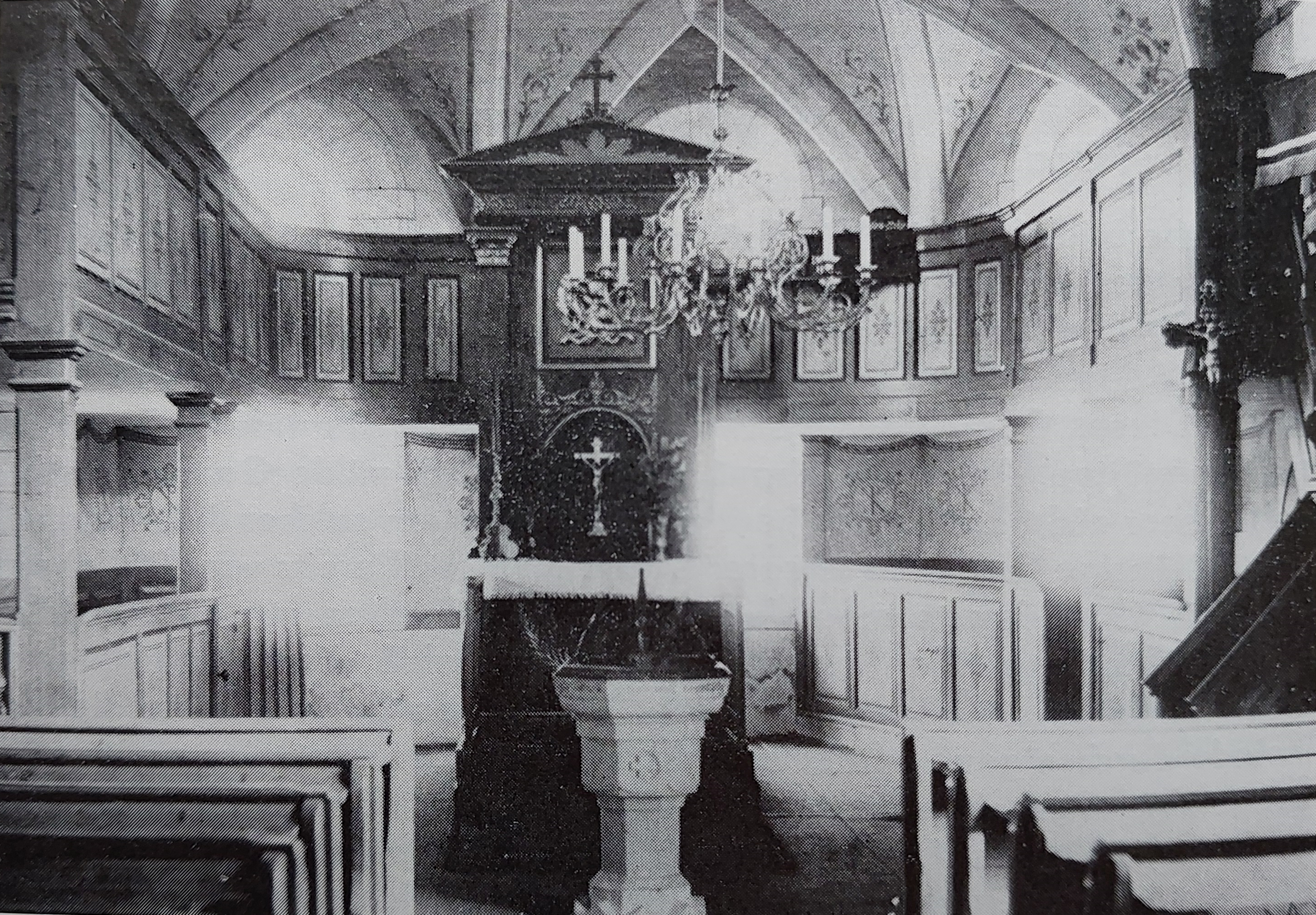
Kirchraum vor 1934 mit ursprünglichem Altar

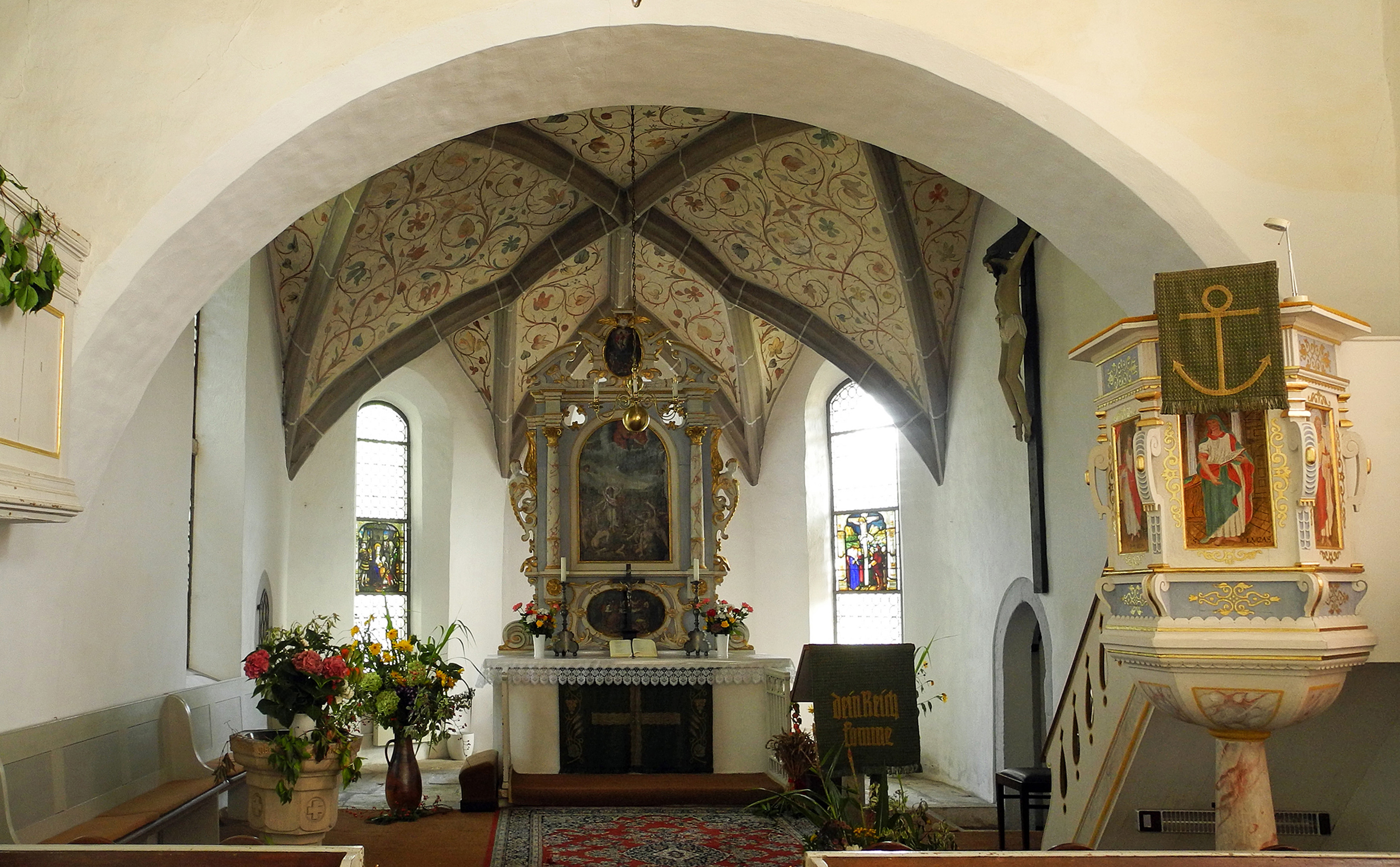
Kirchraum im heutigen Zustand

Der ursprüngliche Altar aus bemaltem Holz war mit korinthischen Säulen aufgebaut und endete in einer Spitzenbedachung mit kleinem Kreuz. Er entstand wohl um 1840 oder wurde über die Jahrhunderte stark verändert. 1934 wurde der Altar durch ein Werk aus der Kunigundenkirche in Borna ersetzt. Dieser Altar stammt aus dem Jahr 1632 und ist mit Bildern von G. Kleggler geschmückt. Dargestellt ist das Abendmahl, die Auferstehung der Toten und Christi Himmelfahrt.

### Kanzel
Die Kanzel entstand um das Jahr 1680. Auf den vier Feldern der Brüstung sind die Evangelisten Matthäus, Markus, Lukas und Johannes dargestellt. Die Inschrift von 1729 „Gott zu Ehren hat Johann Walther, Erb- und Landrichter allhier, diese Kanzel mahlen lassen“ gibt Auskunft zum Ursprung der Gestaltung.

### Taufbecken
Das ursprüngliche kelchförmige Taufbecken aus Rochlitzer Porphyr wurde 1888 durch ein neues Taufbecken aus Sandstein ersetzt. Es enthält eine zinnerne Schale aus dem Jahr 1637 mit der Inschrift „Zur 250jährigen Jubelfeier des Bestehens der Kirche in Jahre 1888 erneuert“.

### Orgel
Die erste Orgel erhielt die Kirche im Jahr 1722. Dabei handelte es sich um ein einfaches Positiv, das der Radeberger Kirchgemeinde abgekauft wurde. Kurz danach wurde eine kleine Orgel in der Kirche aufgestellt. 1858 erwarb die Kirche eine größere Orgel aus Niederstriegis. Diese Orgel wurde 1805 vom Orgelbauer Hesse gebaut und besaß ein Manual. Im Jahr 1930 wurde wegen des schlechten Zustands der Hesse-Orgel die heutige Orgel von der Firma Eule in die Kirche eingebaut. Die Eule-Orgel hat die Opusnummer 176, zwei Manuale und 12 Register.

### Kruzifix
1934 wurde ein bis dahin an der südlichen Außenwand hängendes, hölzernes Kruzifix in die Kirche gebracht. Das Kruzifix stammt ursprünglich aus der Kirche Rammenau und ist vor 1750 entstanden.

### Bilderdecke

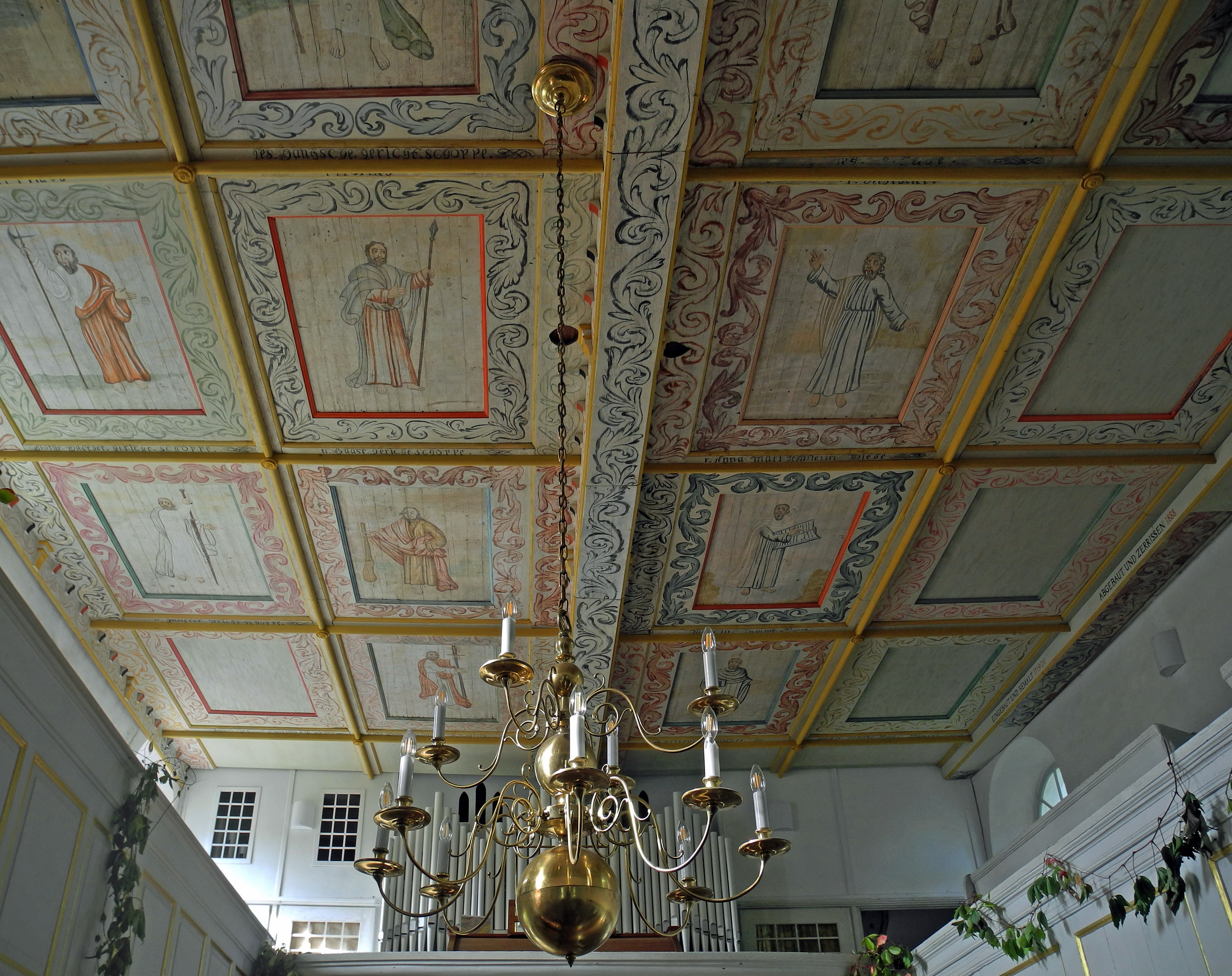
Bilderdecke der Arnsdorfer Kirche

Im Jahr 2001 wurde bei Reparaturarbeiten des Dachwerkes eine Deckelmalerei aus den Jahren 1719–1720 freigelegt. Das Gesamtbild stellte wohl ursprünglich die 12 Apostel und 10 Propheten dar. Nach mehrjähriger Restaurierung wurde die Deckenmalerei weitgehend wiederhergestellt und im Jahr 2011 in die Kirche eingebaut.

### Turmuhr
Bei der Renovierung der Kirche im Jahr 1715 wurde eine von der Gemeinde gekaufte Schlaguhr in den Turm eingebaut. 1941 erhielt die Kirche eine neue Turmuhr aus der Turmuhrenfabrik Otto Fischer in Meißen. Unter dem Ziffernblatt steht heute geschrieben: 1638–2001.

## Geläut

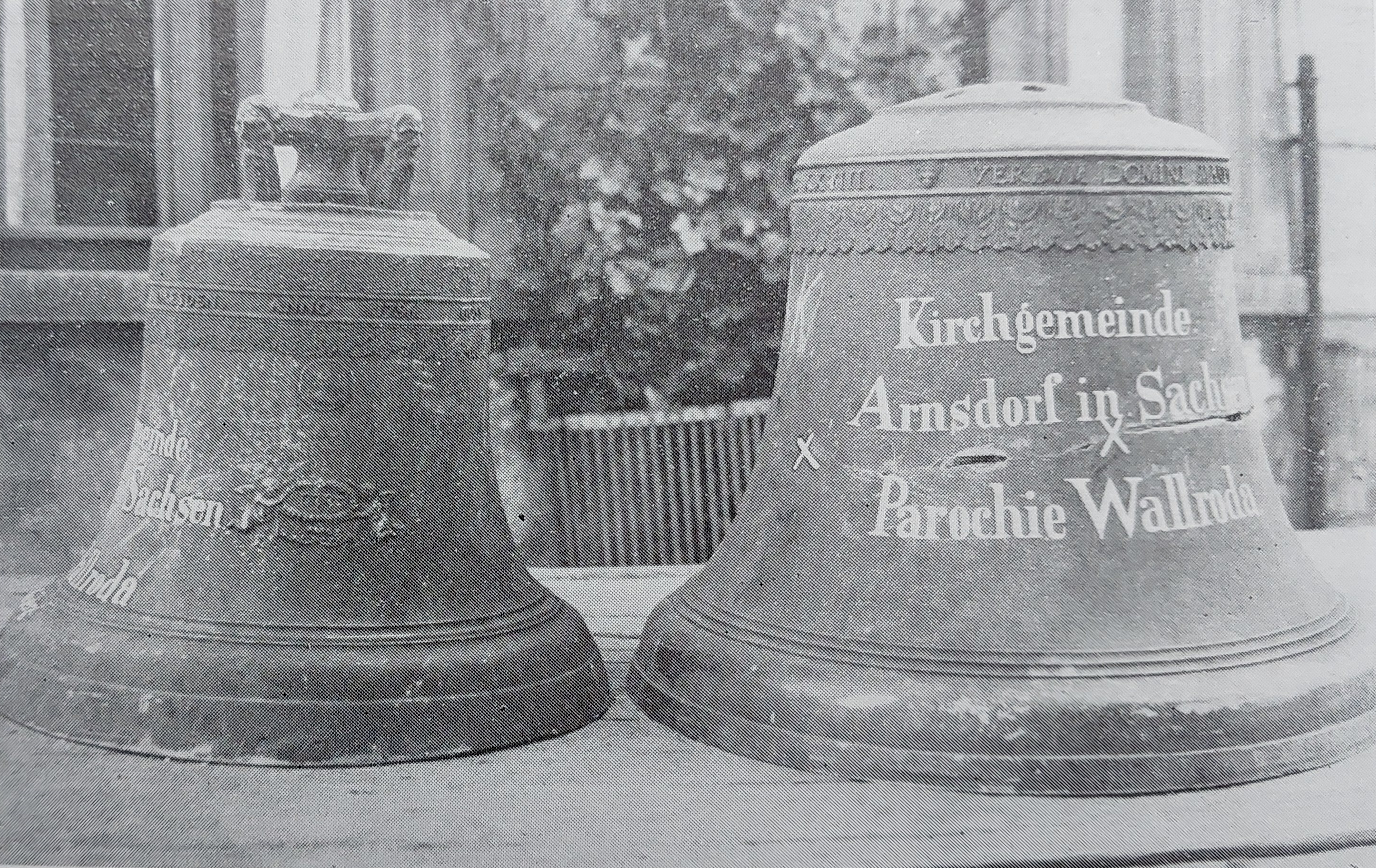
Alte Glocken vor ihrer Zerstörung 1917

Die alten Glocken befanden sich im Turm der Kirche. Sie wurden beide 1917 für Rüstungszwecke eingeschmolzen. Folgende Informationen sind über die alten Glocken überliefert.
| Nr. | Gussdatum | Gießer                    | Durchmesser | Masse  | Schlagton | Werkstoff |
| --- | --------- | ------------------------- | ----------- | ------ | --------- | --------- |
| 1   | 1628      | Johannes Hilliger         | 860 mm      | 378 kg | b'        | Bronze    |
| 2   | 1796      | Heinrich August Weinholdt | 670 mm      | 170 kg | d"        | Bronze    |

Im Jahr 1918 wurden vom Kirchvorsteher und Erbgerichtspächter Bruno Häse drei neue Glocken gestiftet. Für diese Glocken wurde im gleichen Jahr ein separater Glockenturm neben der Kirche erbaut. Da die neuen Glocken aus preiswertem Eisenhartguss bestanden, waren sie für die Rüstungsindustrie während des Zweiten Weltkrieges nicht von Interesse. Zu den neuen Glocken liegen folgende Daten vor.
| Nr. | Gussdatum | Gießer    | Durchmesser | Masse   | Schlagton | Werkstoff     |
| --- | --------- | --------- | ----------- | ------- | --------- | ------------- |
| 1   | 1918      | unbekannt | 1640 mm     | 1600 kg | e         | Eisenhartguss |
| 2   | 1918      | unbekannt | 1280 mm     | 800 kg  | gis       | Eisenhartguss |
| 3   | 1918      | unbekannt | 1140 mm     | 400 kg  | h         | Eisenhartguss |

## Gedenksteine

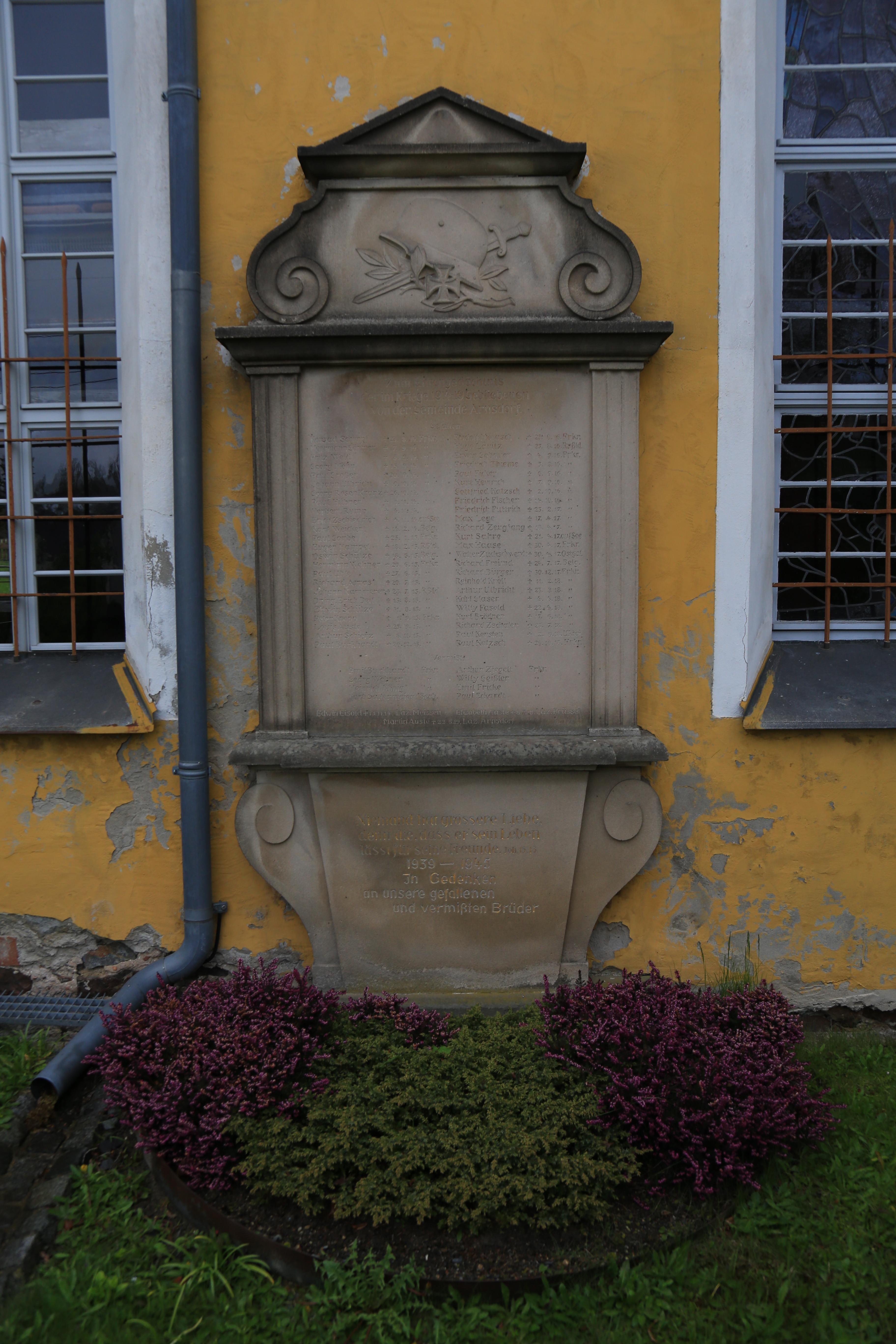
Gedenkstein der Arnsdorfer Kriegsopfer

An der südlichen Kirchwand befindet sich ein Gedenkstein für die im Ersten und Zweiten Weltkrieg gefallenen und vermissten Einwohner Arnsdorfs. Im oberen Bereich sind die Opfer des Ersten Weltkrieges aufgelistet, im unteren Teil des Gedenksteines steht im Gedenken an die Opfer des Zweiten Weltkrieges geschrieben:
Niemand hat größere Liebe,

denn die, dass er sein Leben

lässt für seine Freunde. Joh.15.13

1939-1945

In Gedenken

an unsere gefallenen

und vermißten Brüder

## Kirchgemeinde
Die Arnsdorfer Kirche war mindestens seit der Reformation mit der Dorfkirche Wallroda verbunden. In diesem Zeitraum waren in der Kirchgemeinde folgende Pfarrer im Amt.
| Amts- beginn | Name des Pfarrers  |
| ------------ | ------------------ |
| 1548         | Martin Pistorius   |
| 1561         | Valentin Peschmann |
| 1582         | Johann Schön       |
| 1615         | Elias Schumann     |
| 1617         | Georg Wagner       |
| 1643         | Christoph Strenzel |
| 1662         | Christian Jentsch  |
| 1670         | Gottfried Musculus |

| Amts- beginn | Name des Pfarrers          |
| ------------ | -------------------------- |
| 1676         | Michael Krößner            |
| 1700         | August Wahl                |
| 1704         | Johann Christian Kaspari   |
| 1710         | Gottlieb Friedrich Peck    |
| 1718         | Johann Daniel Longolius    |
| 1735         | Paul Ephraim Allmer        |
| 1747         | Christian Gottlob Knackfuß |
| 1767         | Friedrich Wilhelm Haußmann |

| Amts- beginn | Name des Pfarrers                |
| ------------ | -------------------------------- |
| 1793         | August Friedrich Trebs           |
| 1814         | Gottlob Johann Löhder            |
| 1825         | Leberecht Wilhelm Arnold         |
| 1834         | Karl Zückler                     |
| 1857         | Johann Traugott Leberecht Berndt |
| 1870         | Adam Moritz Bär                  |
| 1876         | Arthur Gustav Theodor Berndt     |
| 1915         | Gotthilf Conrad Claus            |

| Amts- beginn | Name des Pfarrers        |
| ------------ | ------------------------ |
| 1925         | Ernst Johannes Friedrich |
| 1957         | Siegfried Fritz          |
| 1964         | Eckhard Wittig           |
| 1973         | Bernhard Tobies          |
| 1987         | Christoph Lasch          |
| 1989         | Gerhard Helbig           |
| 1997         | Gottfried Herbrecht      |
| 2008         | Jenny Caiza Andresen     |
| 2011         | Martin Roth              |
|              |                          |